# Српски средњовековни градови
Српски средњовековни градови су се развијали и настајали у периоду кнежевства, краљевства, царства и периоду пропасти српске државе. Српски средњовековни градови су настајали и развијали се под специфичним природним, друштвеним, економским и политичким условима.

## Настанак и друштвени развој српских средњовековних градова
Настанак и развој градских насеља у средњовековној Србији, представља важан знак развоја Србије. Урбанизација током 10. и 11. века, иако спора и стидљива, је важан показатељ друштвеног развоја. Са урбанизацијом Србије многи друштвени односи се мењају. Настаје нови друштвени слој – грађанство, које представља весника новонастајућих друштвених односа и весника полагане смрти старих, феудалних друштвених односа. Привреда градских насеља – рударство, занатство, трговина, омогућавају богаћење грађанства и постепено урушавање феудалне привредне и друштвене структуре која се као таква није могла одржати.

## Типови српских средњовековних градова
Српске средњовековне градове можемо поделити у три групе:
- Приморски – Бар, Будва, Котор

Ови градови представљају парадигму самосталности и личне слободе грађана. Имали су тачно одређену територију, градске статуте, судије, чиновнике.
- Рударски – Трепча, Ново Брдо, Рудник...

Ови градови у већем броју настају доласком Саса у Србију. Њихов долазак је значајан јер са њима почиње процват привреде, доносе модерну технологију и организацију производње, западњачко градско уређење.
- Градови у унутрашњости (византијски, погранични и најмлађи градови у Србији) – Ниш, Липљан, Призрен, Скопље, Штип

Природни услови су одредили облик, величину, место и материјал од кога ће градови бити саграђени али природа је поклањајући рудна лежишта омогућила економски узлет и просперитет неких градова.

## Сталешка структура градова
Сталешка шароликост је бојила градску стварност. Градско становништво је чинило племство и свештенство, слободно становништво и робови. Више и богато племство је одиграло прилично значајну улогу у урбанизацији средњовековне Србије јер су веома често зидали градове из којих су управљали. Слободно градско становништво су чинили трговци, занатлије, учитељи, писари, лекари, чиновници градске управе, сликари у служби владара, властеле или богатих грађана. О постојању и развоју српског средњовековног грађанства постоје различита мишљења у научним круговима . Разлог је недостатак извора који би бацили светлост на решавање овог питања.
У  градовима су осниване школе, занатске и трговачке радње. Они су постали просветни и културни центри тадашње Србије.
Теодор Тарановски сматра да су се у доба Немањића под грађанством подразумевали сви градски становници, припадници различитих друштвених сталежа. Такође наводи да се у Душановом законику о грађанству говори само када се наводи припадништво становника неком граду и њихове обавезе, дажбине, давања. Професор Момчило Спремић сматра да се српско грађанство развило у XV веку и да су његово језгро и покретачку снагу чинили трговци, занатлије, предузетници у рударству.
Професор Сима Ћирковић сматра се у градовима у унутрашњости Србије грађанство као заједница слободних и независних грађана са посебним правима, интересима, потребама није могло развити због великог броја странаца који су имали правни статус и привилегије као у својим матичним градовима (из којих су потицали). Како год, појава грађанства је означила постепено укидање феудалних друштвених односа.

## Етничка структура градова
Са развојем рударства, развијају се и трговина и неке врста заната, развија се градска привреда. Развој градске привреде отворио је „градске капије“ етнички и социјално хетерогеној популацији. Разноврсне етничке групе које су насељавале приморске, рударске и градове у унутрашњости су чинили Срби, Саси, Грци, Италијани, Турци, Арбанаси. Странци су чинили важан део градског становништва. Својим начином живота, културом, традицијом и обичајима врше утицај на живот домаћег становништва. Странци су утицали на уређивање и организовање градске привреде, комуналије, администрацију и управу, правни систем, ширење хришћанства, стил живота.

## Најзначајнији српски градови

### 10. век
- Достиника (?—друга половина X века) најстарија позната престоница Србије и седиште српске државе Властимировића. Њен положај, као и остаци, до данас нису утврђени, али се сматра да се налазила на простору између данашњег Пријепоља и Сјенице.

### 12 век
- Ниш/Нишка тврђава (1183—1191) је био једна од престоница Стефана Немање ((1166)1168—1196) у коме се он састао са Фридрихом Барбаросом (краљ 1152—1190, цар 1155—1190).
- Рас (?—крај 12/почетак 13. века) престоница српске области која је по њој названа Рашка. Њени велики жупани су почетком 12. века преузели вођство у српским нападима на Византију од краљевине Зете и из ње се касније развила српска држава под Немањићима. Тачан положај Раса није у потпуности утврђен, али се сматра да је у питању локалитет Градина, недалеко од данашњег Новог Пазара који је спаљен 1242. године.

### 13. век.
- Маглич, изнад Ибра, недалеко од Kраљева,  претпоставља да га је подигао Урош I (или Стефан Првовенчани), а у коме је архиепископ Данило II (биограф краља Милутина) имао своју палату.
- Ново брдо - тврђава близу Гњилана за коју се претпоставља да ју је подигао краљ Милутин. Kод Новог брда били су чувени рудници злата и сребра. Турци су га освојили тек при трећој опсади која је трајала две године од 1439 до 1441. Пошто га је деспот Ђурађ помоћу Мађара 1443. повратио, 1455. поново је опседнут и освојен од стране Турака. Бранитељи града нису пуштени да изађу већ је градска властела побијена, младићи одведени у јаничаре, а 700 девојака и жена одведено.
- Брсково -  привредно средиште средњовјековне Србије.
- Браничево - у српској историји 13. и 14. века имало значајну улогу.
- Дебрц (Градужине) - Краљ Стефан Драгутин, тада као угарски барон (1283/4-1316), имао је резиденцију у Дебрцу. Архиепископ Данило II написао је да се у Дебрцу налазио славни двор краљев, у земљи званој Срем.
- Сталаћ - град је подигао кнез Лазар Хребељановић на остацима античког града, као и цркву у близини, од које је данас остало само звоно у црквеној порти
- Сланкамен - тврђаву је у 13. веку веку, као феудални посед, држао Драгутин Немањић. Од 1425. године припада српским деспотима Стефану Лазаревићу и Ђурђу Бранковићу.
- Благај средњовековни град-тврђава изнад врела Буне код Мостара
- Бобовац (Крунски Град) - Недалеко од Вареша, престони град српске средњовековне државе у Босни.
- Бочац средњовековни град-тврђава изнад леве обале Врбаса на путу Јајце - Бања Лука
- Брштаник - утврђени средњовековни град на левој обали Неретве недалеко од њеног ушћа.
- Веледин - утврђење и средњовјековни град Грабовица (Власеница).
- Високи - Изнад града Високог.
- Гребен (Крупа на Врбасу)
- Градина код Пала утврђење Павловића
- Добој (Градина) - Градска тврђава у Добоју.
- Добрун
- Ђурђев град, код Зворника
- Звечај средњовековни град-тврђава у Рекавицама код Бање Луке.
- Јаблан Град - Недалеко од села Мезграје код Угљевика. Данас има врло мало остатака утврђења.
- Јајце
- Тврђава Кастел - Градска тврђава у Бањој Луци.
- Котор Варош
- Острожац- утврђени град код Бихаћа
- Сребреник - Недалеко од Тузле, код истоименог насеља. Данас има остатака утврде.
- Стари град код града Пале

### 14. век
- Островица (близу данашњег Рудника) први пут поменута 1323. Данас су остали само делови зидина.
- Сер, град у Источној Грчкој који и данас постоји, а у коме је проглашен Душанов законик. У Сер се повукла царица Јелена после Душанове смрти.
- Охрид - Српски краљ Душан је 1334. повратио Охрид. За владавине цара Душана управник града био је севастократор Бранко Младеновић, родоначелник владалачке породице Бранковића.
- Прилеп - Прилеп је био и део Српског царства, где је цар Душан изградио свој дворац и често одседао. То је родно место Краљевића Марка.
- Ужичка тврђава - саграђена највероватније после Kосовског боја.
- Бер (Верин) - град на западу Средишње Македоније
- Берат - Код Берата је 1395. године одржана битка на Саурском пољу у којој су погинули српски великаши Балша II Балшић и Иваниш Мрњавчевић.
- Крушевац (Лазарев град) - 1381 први пут поменут. Град је имао цркву и подграђе у својим оквирима.
- Звечан -  1093. године је био погранично утврђење у саставу Србије, којом је тада владао велики жупан Вукан (крај XI века-1112. или 1115) који је из њега кретао у своје походе на Косово које се тада налазило у саставу Византије.
- Призрен - проглашен српски принц Бодин (1081—1101), током великог словенског устанка против Византије који је букнуо те године под вођством Ђорђа Војтеха у Скопљу. Од времена Стевана Првовенчаног (1196—1223)налази се у саставу Србије, а његов значај се нарочито повећава током владавина краља Милутина (1282—1321) и српских царева Душана (1331—1355) и Уроша (1355—1371).
- Бач - саграђен између 1338 и 1342. године
- Велики Петрич - у Петричу је цар Душан затворио свог оца Стефана Дечанског.
- Видин град - налази се на врху Видојевице, изнад села Лешнице, код Лознице
- Марково кале - добио име по Марку Краљевићу који је у своје време господарио северним просторима изнад Врања, а самим тим и овом тврђавом
- Сребрница - после Косовског боја (крајем XIV века) била је седиште војводе Николе Зојића, о чему сведочи запис из 1398. године.
- Рибник -  из доба Душана (краљ 1331—1346, цар 1346—1355) и Уроша (1355—1371), који се налазио на Белом Дриму
- Пирот - Подигнут за владавине кнеза Лазара (1371—1389) тим просторима. Османлије су успеле да га заузму, али га је 1386. године повратио војвода Димитрије, што је био један од повода за Косовску битку 1389. године.
- Петрус - Петрус је био средиште пограничне (крајишке) области српске државе у XIV веку и контролисао је везу Поморавља са долином Тимока.
- Неродимље - У њему је 29. октобра 1321. године преминуо краљ Милутин (1282—1321), а његовог сина Стефана (1322—1331) је у њему изненада напао његов син и наследник Душан (краљ 1331—1346, цар 1346—1355), после чега се он повукао у Петрич
- Врхбосна - почетком 15. века, жупу Врхбосну држали су великаши Павловићи

### 15. век.
- Соко Град - први пут се помиње тек 1413. код Константина Филозофа, биографа деспота Стефана Лазаревића.
- Смедерево - завршен 1430. године, освојен тек после треће опсаде 1459. (претходне 1453 и 1456). Турци су дозидали полигоналне топовске куле.
- Манасија (Ресава) - задужбина деспота Стефана Лазаревића који је умро 1427- претходно власт мирно преневши на Ђурђа Бранковића.
- Београд - освојен од стране Османског царства 1521. тек после треће опсаде.
- Милешево - подигао га је краљ Стефан Владислав (1234—1243) у првој половини XIII века као своју задужбину, а у њој је и сам сахрањен
- Голубац - У време Ђурђа Бранковића, Голубац су држали Турци.
- Вршац - тврђава са почетка 15. века, са очуваном кулом. Вероватно ју је подигао Деспот Ђурађ Бранковић, син Вука Бранковића, који је подигао и тврђаву у Смедереву.
- Зворник - саграђен крајем XIII, или почетком XIV века, а током XV века господарио је деспот Ђурађ Бранковић, по коме је град  неко време носио назив.
- Рам - близу Пожаревца